# Kit Laboratório de Energia Atômica Gilbert U-238
O kit Laboratório de Energia Atômica Gilbert U-238 foi um conjunto de brinquedos produzido por Alfred Carlton Gilbert, que teve seu kit lançado pela AC Gilbert Company em 1950. A intenção do laboratório em miniatura era permitir que as crianças criassem e assistissem reações nucleares e químicas usando material radioativo real.

## Antecedentes e desenvolvimento do kit
Gilbert acreditava que os brinquedos eram a base na construção de um "americano sólido e inteligente", e muitos de seus brinquedos tinham algum tipo de significado educacional neles. Seu desenvolvedor chegou a ser apelidado de "o homem que salvou o Natal" durante a Primeira Guerra Mundial, quando convenceu o Conselho de Defesa Nacional dos Estados Unidos a não proibir a compra de brinquedos na época do Natal.
O Laboratório de Energia Atômica era apenas um de uma dúzia de kits de laboratório de reações químicas existentes no mercado na época. Os brinquedos de Gilbert frequentemente incluíam instruções sobre como a criança poderia usar o conjunto para fazer seu próprio "show de mágica". Ele defendia a ideia de que o uso de reações químicas em brinquedos que direcionava as crianças a uma carreira potencial na ciência e na engenharia. Gilbert também defendeu seu kit, afirmando que era seguro, preciso, e que alguns dos melhores físicos nucleares do país haviam trabalhado no projeto.

## Descrição

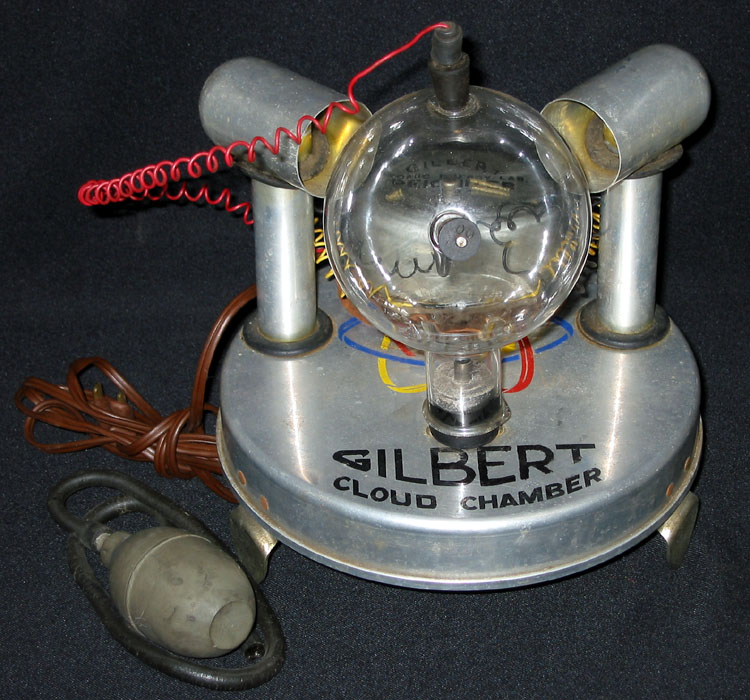
Câmara de nuvem Gilbert.

O kit continha uma câmara de nuvem permitindo ao usuário observar as partículas alfa viajando a 12 mil milhas por segundo (19 000 000 m/s), um espintariscópio mostrando os resultados da desintegração radioativa em uma tela fluorescente, e um eletroscópio que media a radioatividade de diferentes substâncias no conjunto.
O kit infantil afirmava que nenhum dos materiais poderia ser perigoso para as crianças. :333-334 As instruções encorajavam a limpeza do laboratório, alertando os usuários para não quebrar os lacres em três dos frascos de amostra de minério, pois "eles tendem a lascar e desmoronar e você corre o risco de ter minério radioativo espalhado em seu laboratório".
O conjunto foi originalmente vendido por US$ 49,50  dólares na época, e continha o seguinte:
- Um Contador Geiger-Müller alimentado por uma bateria;
- Um Eletroscópio;
- Um Espintariscópio;
- Uma Câmara de nuvem Wilson com fonte alfa de curta duração (Po-210) na forma de um fio;
- Quatro potes de vidro contendo amostras de minério contendo urânio natural (U-238) (autunita, torbernita, uraninita e carnotita);
- Fontes de radiação de baixo nível: 
  - beta - alfa (Pb-210) [5]
  - beta puro (possivelmente Ru-106)
  - gama (Zn-65)
- "Esferas nucleares " para fazer um modelo de uma partícula alfa;
- Um manual de instruções de 60 páginas, escrito pelo Dr. Ralph E. Lapp
- Uma introdução de história em quadrinhos à radioatividade, escrita por John R. Dunning;
- Prospecting for Uranium - um livro de 1949 publicado em conjunto pela Comissão de Energia Atômica e o Serviço Geológico dos Estados Unidos;
- Três baterias C;
- Catálogo da Gilbert Toys 1951.

O catálogo do produto descrevia o conjunto da seguinte forma:
"Produz paisagens inspiradoras! Permite que você realmente VER os caminhos dos elétrons e partículas alfa viajando a velocidades de mais de 10 000 milhas por SEGUNDO! Elétrons correndo a velocidades fantásticas produzem caminhos delicados e intrincados de condensação elétrica - lindos de assistir. Assistir à ação da Câmara de Nuvem é o mais próximo que o homem chegou de assistir ao átomo!"
Entre outras atividades presentes no manual do brinquedo, o kit sugeria "brincar de esconde-esconde com a fonte de raios gama", desafiando os jogadores a usar o contador Geiger para localizar uma amostra radioativa escondida em uma sala.

## Críticas
Em 2006, a publicação da revista Radar Magazine chamou o conjunto de laboratório de um dos "10 brinquedos mais perigosos de todos os tempos", por causa do material radioativo que incluía (era o número 2 da lista; sendo o número 1 os dardos de gramado).
O Bulletin of the Atomic Scientists publicou um artigo na internet, que apresentou um vídeo detalhado mostrando o kit por dentro. E a revista concluiu dizendo que o kit não vendeu por causa de seu preço alto, e não devido a quaisquer preocupações de segurança na época.

## Legado
Ao contrário dos demais conjuntos de química da AC Gilbert Company, o Laboratório de Energia Atômica nunca foi popular, e logo foi retirado das prateleiras. Menos de 5 mil kits foram vendidos, e o produto foi  vendido apenas entre 1950 e 1951. Gilbert acreditava que o Laboratório de Energia Atômica não teve sucesso comercial porque o laboratório era mais apropriado para aqueles que tinham alguma formação educacional do que para o público mais jovem que almejava.:334 A Universidade de Columbia comprou cinco desses conjuntos para seu laboratório de física.:333-334